# Sütőtök

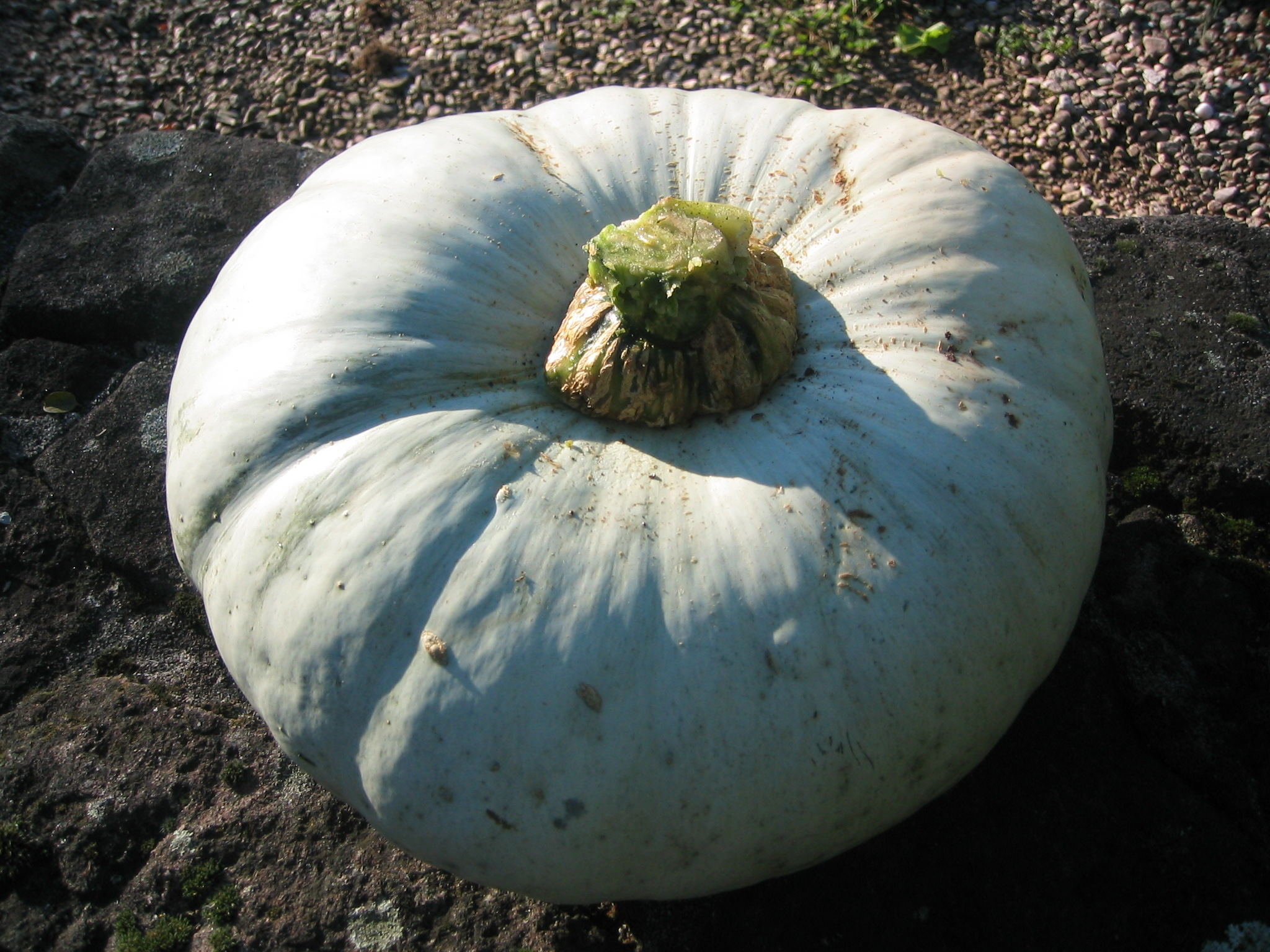
„Nagydobosi kék” sütőtök

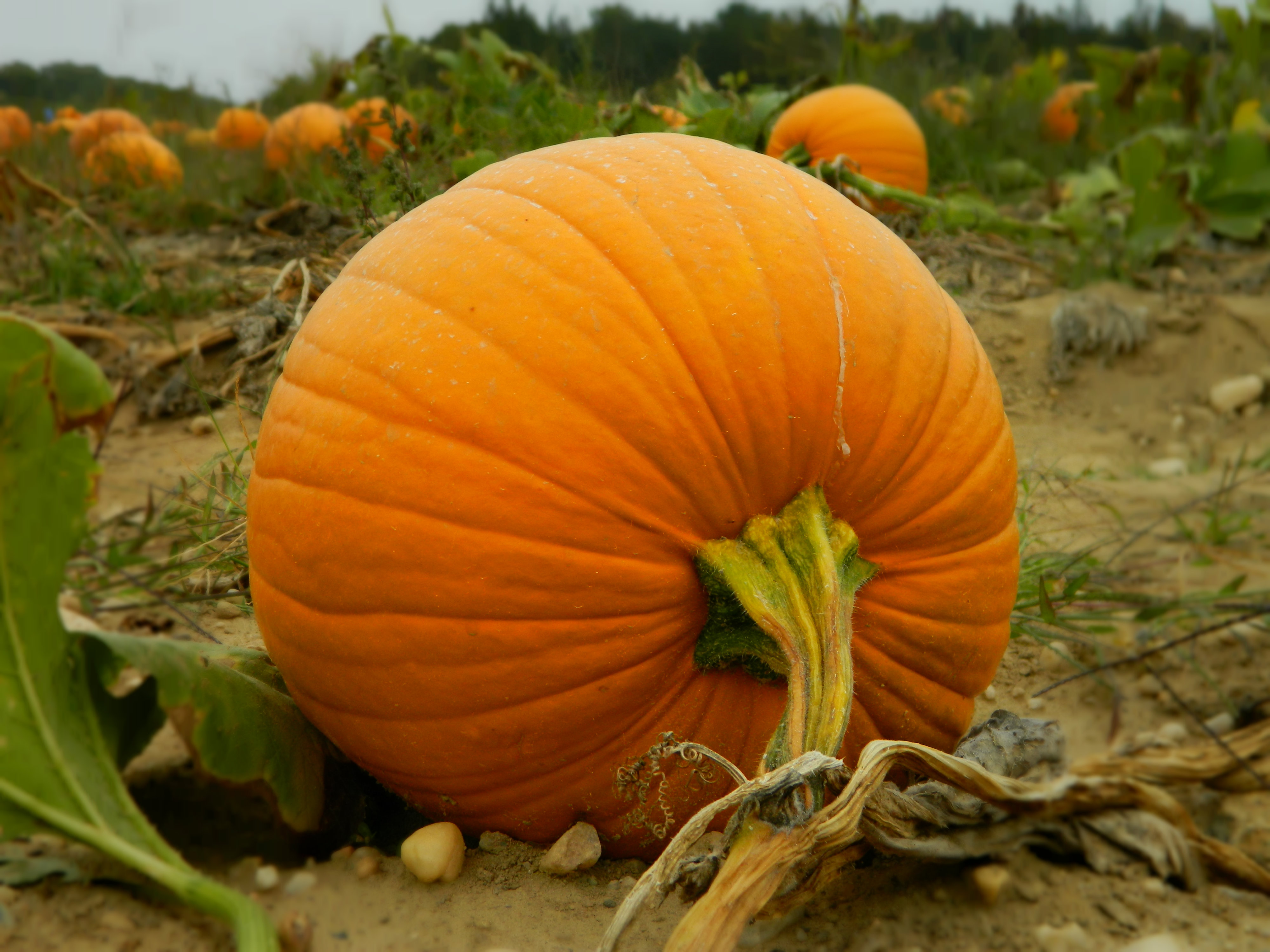
Sárga sütőtök

A sütőtök kifejezéssel Magyarországon azokat a tökféléket illetik, amelyeket főképpen sütve fogyasztanak. A sütőtököket téli töknek is nevezik, ami étkezési célú felhasználásukkal áll kapcsolatban: a sütőtökök hosszú tenyészidejű növények, és teljes (vagyis biológiai, és nem gazdasági) érettségükben takarítják be őket ősszel, eltarthatóságuk miatt pedig télen is alkalmasak fogyasztásra. Ebben az értelemben tehát a sütőtök nem egyetlen tökfaj elnevezése, hanem gyűjtőnév.
Azonban Magyarországon szokás az óriástök (Cucurbita maxima) tökfajt is sütőtöknek nevezni, leginkább a Cucurbita maxima convar. maxima és a Cucurbita maxima convar. bananina (banántök) fajtákat. Ez a faj a Nemzeti Fajtajegyzékben is ezen a néven szerepel 2004 óta.
Az óriástök egyes fajtáin kívül a sütőtökök közé tartoznak még a pézsmatök (Cucurbita moschata), az ezüstmagvú tök (Cucurbita argyrosperma) és a termesztett tök (Cucurbita pepo) egyes fajtái is.
Amerikában a Halloween ünnepkor kivájt töklámpásokat is sütőtökből készítik, ezek azonban jórészt a termesztett tök (Cucurbita pepo) fajból kerülnek ki. Magyarországon a leghíresebb sütőtöktermesztő vidék Nagydobos környékén van, Szabolcs-Szatmár-Bereg vármegyében.

## Jellemzői
A Cucurbita maxima convar. maxima hely- és melegigényes növény, sok vízre van szüksége, szinte bármilyen talajon megterem, kivéve a savanyú, vizes földet. Levelei márványozottak, nagyok, virágai sárgák és tölcséresek, egyivarúak. A Magyarországon leginkább termesztett nagydobosi változat termése szürkés vagy ezüstfehér héjú, húsa narancssárga.
A sütőtök magas karotintartalommal (3,8 mg/100 g), C-vitamin-tartalommal (30 mg/100 g) rendelkezik, ezen felül jelentős kalcium- és foszforforrás.

## Termesztett fajták

### Magyarországon
Nagydobosi: az óriástök (Cucurbita maxima) egyik fajtája; alakja lapított gömb, héja szürkés színű, húsa narancssárga, tömege 4-8 kg.
Kiszombori: az óriástök (Cucurbita maxima) egyik fajtája; alakja enyhén nyújtott gömb, héja fehéresszürke, húsa narancssárga, tömege 4-6 kg.
Orange: a pézsmatök (Cucurbita moschata) egyik fajtája, amit kanadai sütőtöknek vagy sonkatöknek is neveznek; alakja megnyúlt körte, héja sötét narancssárga színű, húsa narancssárga, tömege 2-4 kg. Nem tárolható el hosszú ideig, így frissen fogyasztva, vagy esetleg feldolgozva használható fel. A Szarvasi Öntözési Kutatóintézet (ma Szarvasi Halászati Kutatóintézet) nemesítette ki, s 1989-ben került a magyarországi fajtajegyzékbe.

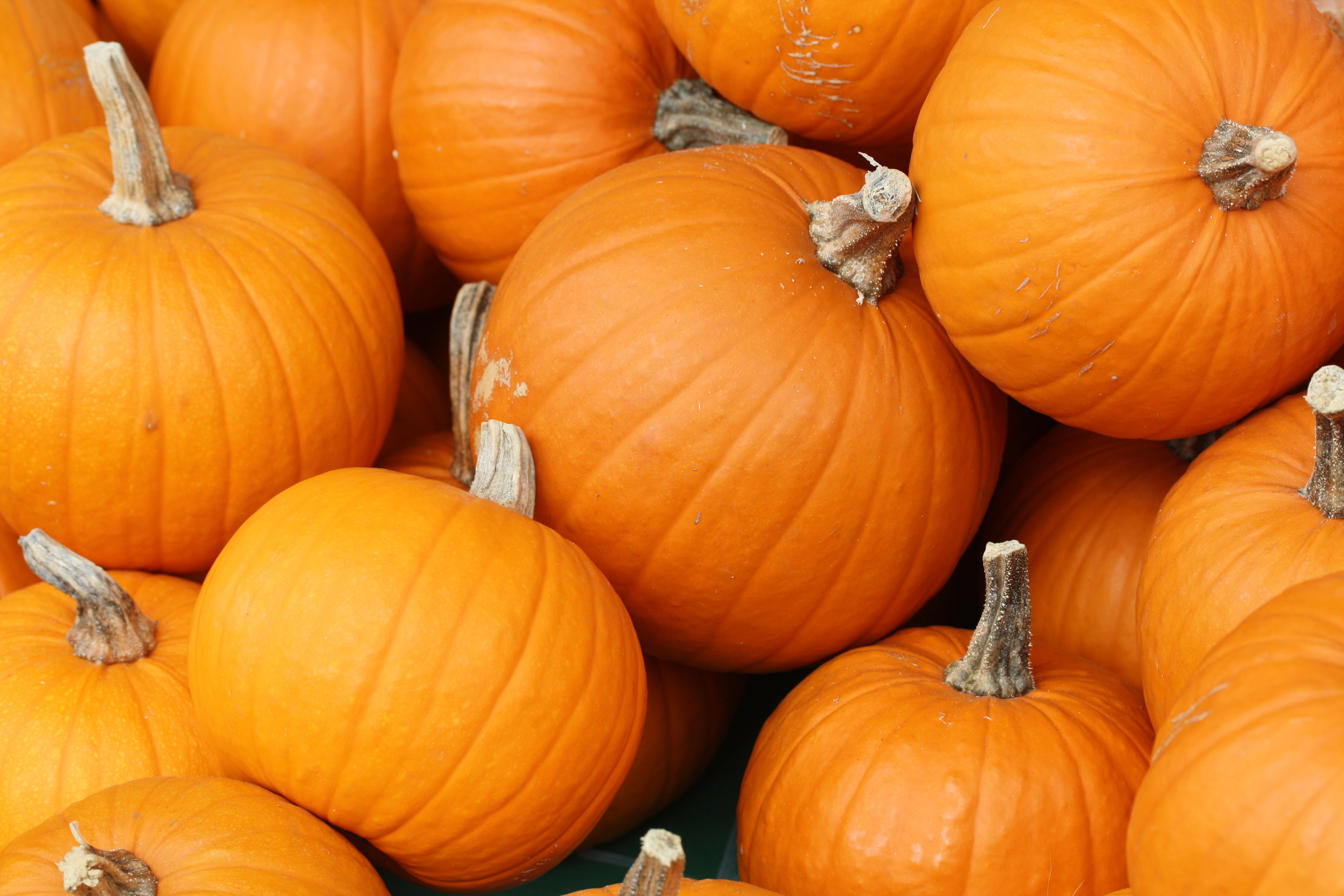
C. pepo var. pepo, amiből a Halloween töklámpásokat készítik
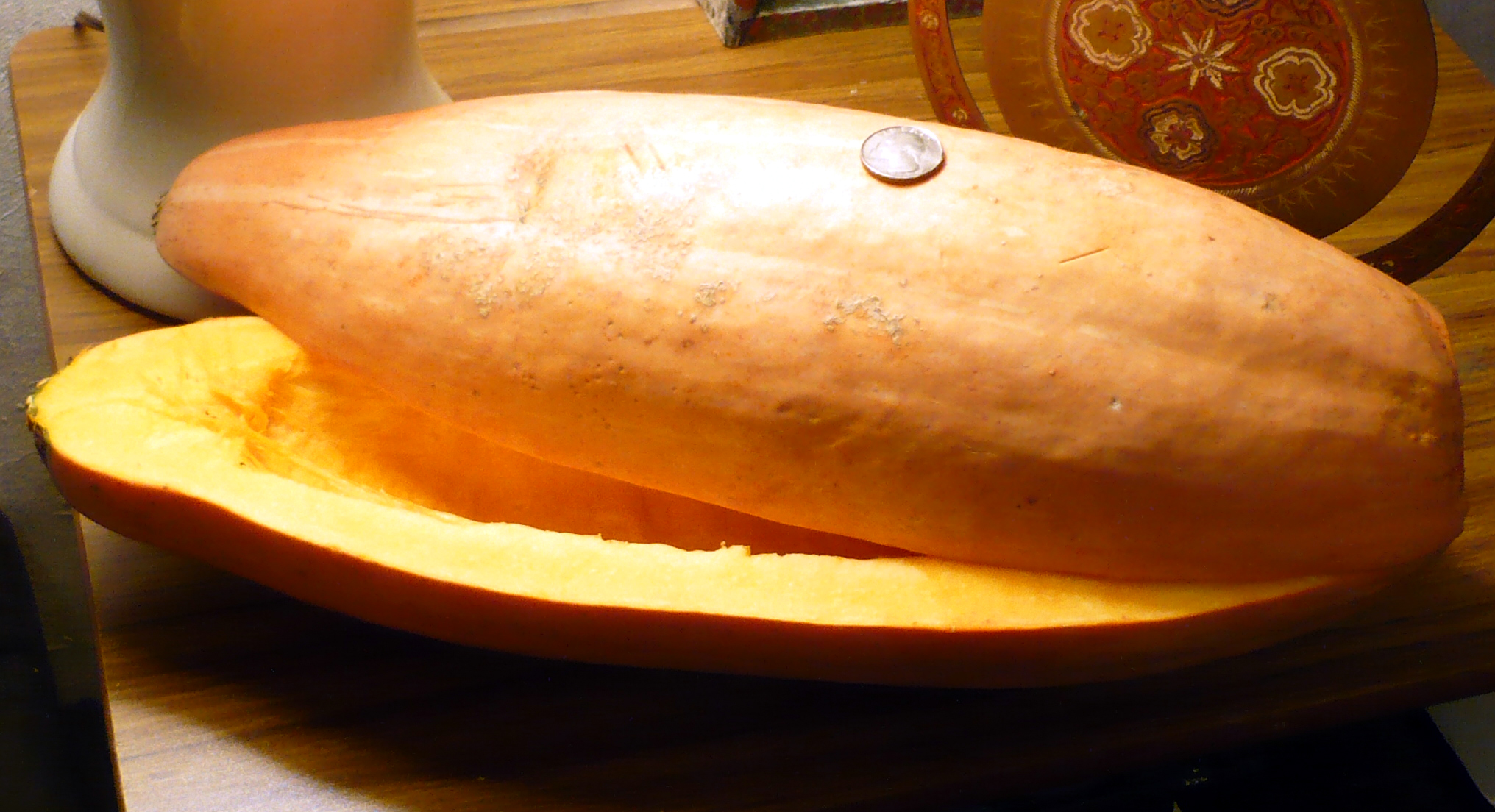
Cucurbita maxima banana, banántök
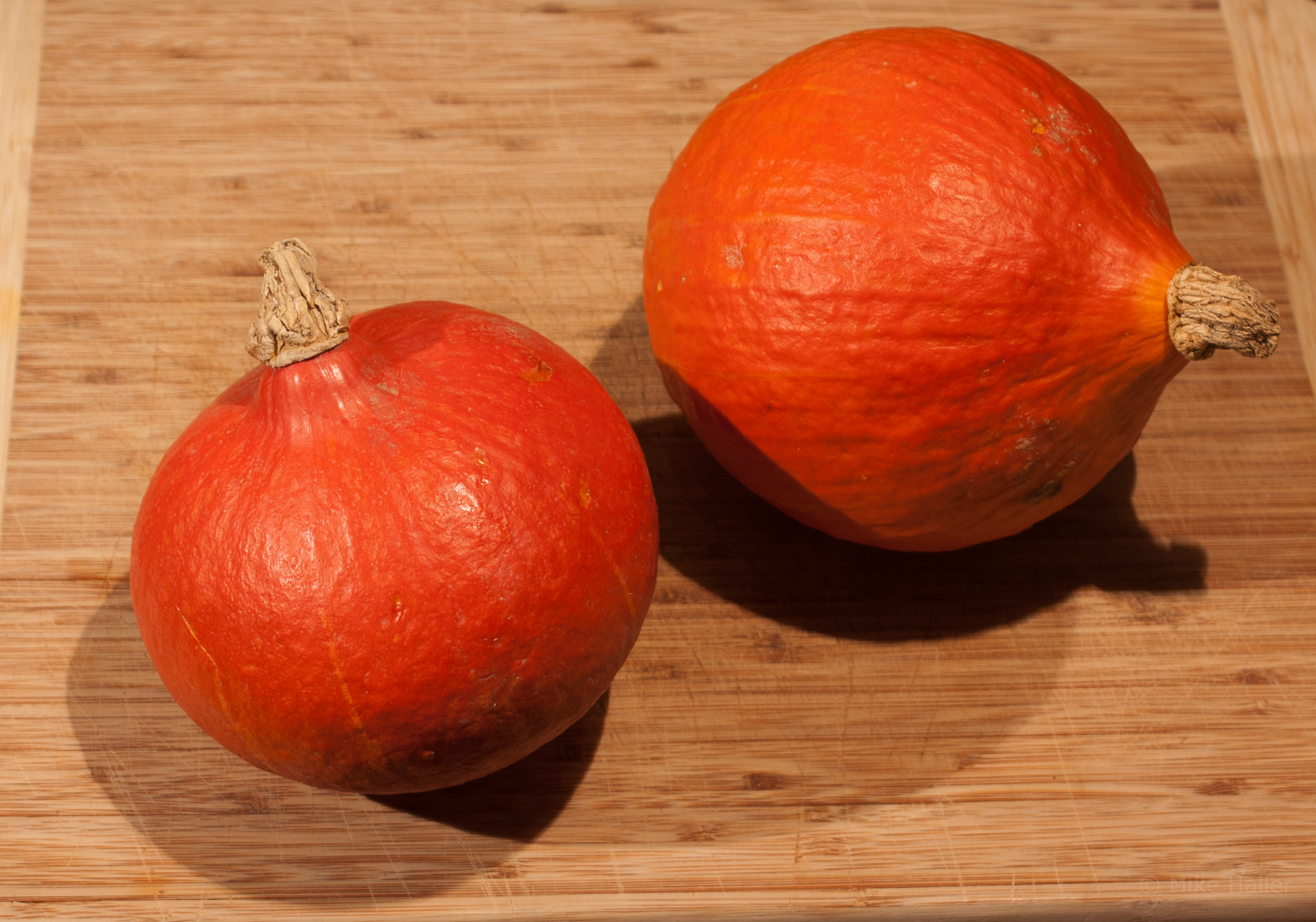
Hokkaidó variáns
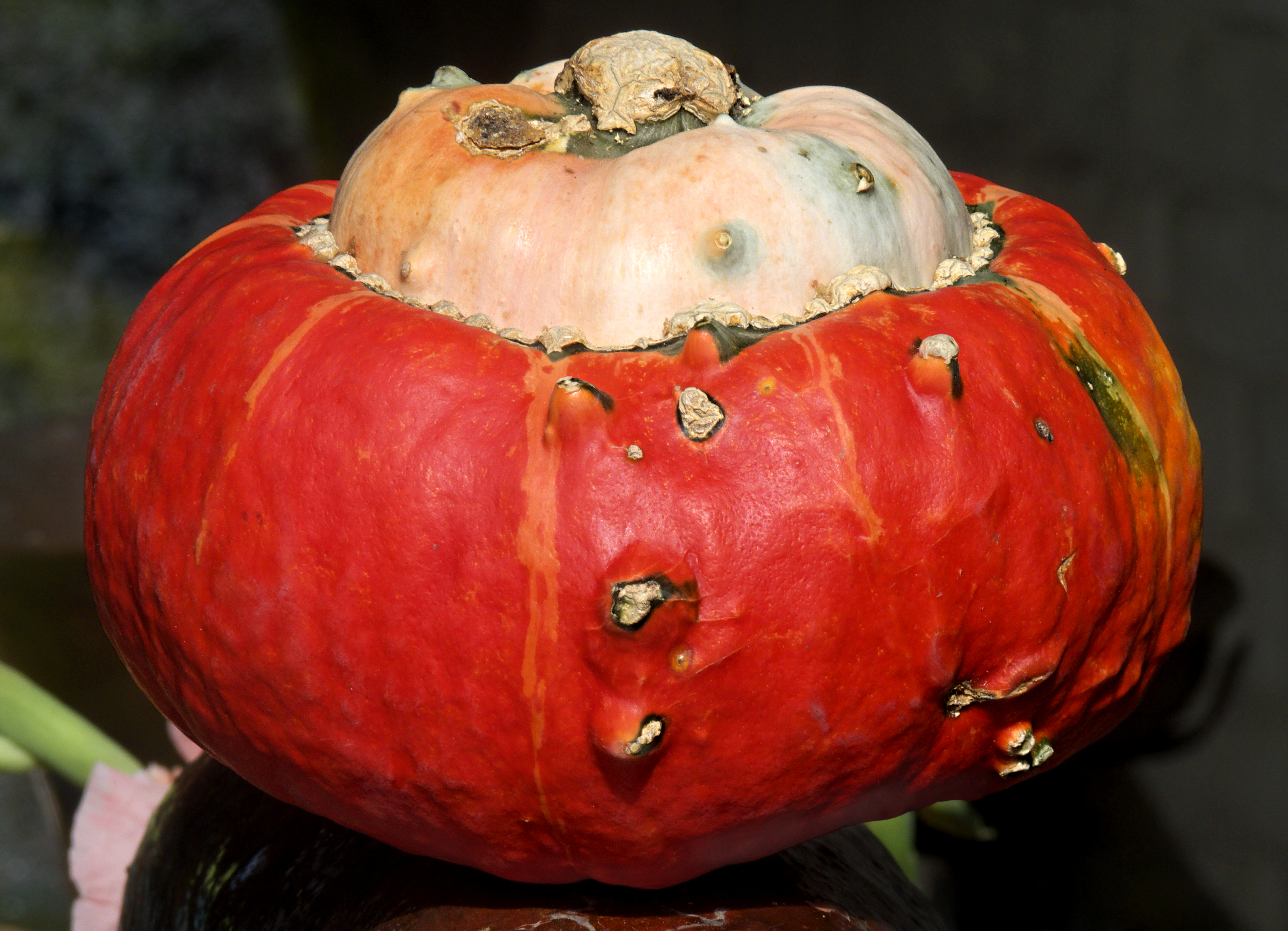
„turbántök”

## Felhasználása
A sütőtököt gyakran fogyasztják sütve, krémleves formájában, de sütemény alapanyagaként is. Magját pörkölve fogyasztják, vagy prosztata kezelésére való étolaj nyerhető belőle.